# Héctor María Maya
Héctor María Maya (n. 1945) es un político y abogado argentino, que ocupó diferentes cargos partidarios del peronismo, en 1972; en el gobierno de Entre Ríos, en 1974. Su padre, Héctor Domingo Maya, fue cofundador del movimiento yrigoyenista FORJA, que luego adhirió al peronismo, y gobernador de Entre Ríos.

## Biografía
Nacido el 24 de noviembre de 1945, Maya fue diputado nacional entre 1983 y 1987, senador nacional entre 1995 y 2001 y candidato a gobernador en 1999, todos cargos ejercidos en representación del Partido Justicialista.
De la mano de Alberto Rodríguez Saá, fue candidato a vicepresidente por el Frente Justicia, Unión y Libertad para las elecciones de octubre de 2007, conformando la fórmula Rodríguez Saá-Maya.